# 李寵 (嘉靖湖廣進士)
李寵（1509年—？），字元勲，號龍橋，湖广黄州府麻城縣人，民籍。明朝政治人物。

## 生平
嘉靖七年（1528年）戊子科湖广鄉試第三十八名舉人，嘉靖十七年（1538年）戊戌科三甲進士，官至广东肇庆府知府。

## 家族
曾祖李善芳，訓術；祖父李漟；父李文玉，冠帶生员。母劉氏。具庆下。兄李采，推官。弟李宰、李柟、李梅、李樂。